# روجر شانك
روجر شانك (بالإنجليزية: Roger Schank)‏ روجر شانك، من مواليد عام 1946م، هو باحث أمريكي في مجال الذكاء الاصطناعي، وعلم النفس المعرفي، وعالم متخصص في مجال التعلم، ومصلح تربوي، ورجل أعمال.

## عمله في المجال الأكاديمي
نال السيد شانك درجة الدكتوراه في علم اللغويات من جامعة تكساس في أوستن ثم عمل عضواً في هيئة التدريس بجامعة ستانفورد ثم في جامعة يال. وفي عام 1974م، أصبح أستاذاً لعلوم الكمبيوتر وعلم النفس في جامعة يال. ثم في عام 1981م، أصبح شانك رئيساً لقسم علوم الكمبيوتر في جامعة يال، ومديراً لمشروع يال للذكاء الاصطناعي.
في عام 1989م، حصل شانك على منحة مالية قدرها 30 مليون دولار من خلال التزام لمدة 10 عشر سنوات لنشاطاته البحثية والتطويرية من مؤسسة أندرسون للاستشارات، مما سمح له بمغادرة جامعة يال وقام بإنشاء معهد علوم التعلم (ILS) بجامعة نورث ويسترن في شيكاغو، حيث نقل معه 25 من زملائه في جامعة يال. نجح معهد علوم التعلم (ILS) في استقطاب شركات أخرى داعمة مثل IBM وAmeritech ، بالإضافة إلى بعض الرعاة من الجهات الحكومية كالجيش الأمريكي، ووكالة حماية البيئة EPA، والحرس الوطني، مما دفع المعهد إلى التركيز على تطوير البرمجيات التعليمية، وخصوصاً في مجال تدريب الموظفين. وقد تم مؤخراً استيعاب المعهد في مدرسة التعليم كشعبة مستقلة.
وعندما تم بناء وادي السيليكون في جامعة كارنغي ميلون في عام 2002، عمل فيه شانك في منصب الرئيس التنفيذي للتعليم في المؤسسة. وفي عام 2005، تم تعيين شانك في منصب الرئيس التنفيذي للتعلم بجامعة ترمب التابعة لدونالد ترمب، حيث كان يشرف على تصميم وتنفيذ مناهج التعلم الإلكتروني.
وفي عام 2008م، قام شانك بوضع المنهج الدراسي القائم على القصة (story-centered curriculum) في مدرسة هندسة الأعمال في مدرسة لابيلا العالمية للدراسات العليا بجامعة لول في برشلونة، لتدريس طلاب ماجستير إدارة الأعمال لكي ينشؤوا أعمالهم الخاصة أو ليلتحقوا بالعمل لدى الجهات الأخرى.

## عمله في إدارة المشاريع
عندما كان شانك في جامعة يال في عام 1979م، كان من الأوائل الذين «استفادوا من الطفرة التي كانت متوقعة» في AI، عندما قام بإنشاء شركة الأنظمة المعرفية Cognitive Systems ، والتي أصبحت شركة مساهمة عامة في عام 1986م. واستقال منها شانك عن مناصبه كرئيس ومدير تنفيذي في عام 1988 لأسباب شخصية، ولكنه بقي كمستشار وعضواً في مجلس الإدارة.
في عام 1994م، قام شانك بإنشاء شركة فنون المعرفة Cognitive Arts Corporation ، والتي كان اسمها في البداية (هيئة علوم التعلم Learning Sciences Corporation) لتسويق البرمجيات التي يتم تطويرها في معهد علوم التعلم (ILS)، واستمر على إدارتها حتى تم بيعها في عام 2003م.
وفي عام 2001، قام بتأسيس شركة الفنون السقراطية Socratic Arts وهي شركة تقوم ببيع برمجيات التعلم الإلكتروني للشركات والمؤسسات التعليمية.

## إصلاحات تربوية
يؤمن شانك بأن النظام التعليمي يعاني من خلل جذري، وأنه لابد للبرمجيات أن تحل محل أساليب التدريس التقليدية. ولخدمة هذا الهدف، قام في عام 2001م، بإنشاء محركات للتعليم Engines for Education ، وهي منظمة غير ربحية، تقوم بتصميم وتطبيق مناهج التعليم للمدارس الابتدائية والمتوسطة، وتستضيف الأكاديمية الافتراضية الدولية للعلوم والتكنولوجيا the Virtual International Science and Technology Academy (VISTA).

## التأثير
كان شانك من أبرز الرواد في مجال الذكاء الاصطناعي وعلم النفس المعرفي خلال حقبة السبعينيات والثمانينيات من القرن الماضي. ومن بين ابتكاراته في هذه المجالات: نظرية الاعتماد المفاهيمي، والتبرير القائم على المنطق، وكلاهما أثارت وجهات نظر معرفية عن الذاكرة والمنطق.
في عام 1969م، قام شانك بعرض نظرية الاعتماد المفاهيمي للفهم اللغوي الطبيعي. وهذا النموذج الذي اعتمد جزئياً على أعمال سيدني لامب Sydney Lamb، كان يستخدم على نطاق واسع بواسطة تلاميذ شانك في جامعة يال، من أمثال روبرت ويلنسكي Robert Wilensky وويندي لينيرت Wendy Lehnert وجانيت كولودنر Janet Kolodner.
وتعتمد نظرية الاستنتاج القائم على الحالة CBR على نموذج شانك للذاكرة المتحركة، وكانت الأساس الذي بنيت عليه الأنظمة القديمة للاستنتاج القائم على الحالة : نظام جانيت كولوندر Kolodner's Janet، (CYRUS)، ونظام IPP لمايكل ليبويتز Michael Lebowitz's.
وقد ظهرت مدارس أخرى لنظرية الاستنتاج القائم على الحالة CBR والمجالات المتداخلة معها في عقد الثمانينيات من القرن الماضي حيث قامت بدراسة هذه المواضيع على أنها نظرية الاستنتاج القائم على الحالة CBR في المنطق القانوني، والاستنتاج القائم على الذاكرة (طريقة للاستنتاج من الأمثلة على الأجهزة المتوازية)، وتوليفات من نظرية الاستنتاج القائم على الحالة، مع أساليب أخرى للاستنتاج. وقد زاد في عقد التسعينيات من القرن الماضي الاهتمام بنظرية الاستنتاج القائم على الحالة، كما يتضح من انعقاد المؤتمر الدولي حول نظرية الاستنتاج القائم على الحالة في عام 1995، بالإضافة إلى ورش عمل أخرى عن نظرية الاستنتاج القائم على الحالة في كل من أوروبا وألمانيا وبريطانيا وإيطاليا.
لقد أنتجت تقنية الاستنتاج القائم على الحالة عدد من الأنظمة الناجحة، وأقدم نظام هو نظام لوكهيد (CLAVIER,[) وهو نظام لترتيب المكونات لتعبئتها في فرن صناعي. نظرية الاستنتاج القائم على الحالة ظلت تستخدم بالكامل في تطبيقات المساعدة مثل نظام كمباك الذكي، وقد أوجد مساحة للتطبيقات الكبيرة في العلوم الصحية.